# Pura Muñoz Cánoves
Pura Muñoz Cánoves és doctora en Farmacologia per la Universitat de València. Després d'investigar a la Universitat de Califòrnia (San Diego) i al The Scripps Research Institute (Florida), es va incorporar al Centre de Regulació Genòmica de Barcelona, on va dirigir el seu grup d'investigació entre el 2002 i el 2008. Ha estat investigadora ICREA i catedràtica de Biologia cel·lular a la Universitat Pompeu Fabra.
Pura Muñoz és experta en envelliment cel·lular a partir dels processos de regeneració i creixement dels teixits musculars. Les seves investigacions se centren en la possibilitat de regenerar teixits musculars humans i en el seu impacte en malalties que impliquen trastorns neuromusculars (com la distròfia muscular de Duchenne) o pèrdua de massa muscular (com el càncer), o en el procés mateix d'envelliment, qüestions sobre les quals ha escrit i publicat àmpliament.
Segons va informar La Vanguardia el 28 de març de 2022, Pura Muñoz hauria acceptat incorporar-se a l'empresa estatunidenca Altos Labs, en la qual ja investigaven Manuel Serrano i Juan Carlos Izpisúa. Altos Labs està finançada per multimilionaris, entre els quals Jeff Bezos, fundador d'Amazon, i el seu principal objectiu és desenvolupar tecnologies per a allargar la vida humana amb una bona qualitat de vida.
El grup de recerca dirigit per Pura Muñoz va participar, juntament amb més d'una trentena de grups de recerca internacionals, el Grup BGI de Shenzhen, la Universitat de Jilin i els Instituts de Biomedicina i Salut de Canton (acadèmia Xinesa de Ciències), en la realització de primer atles transcriptòmic de cèl·lules de tot el cos (més d'un milió de cèl·lules de 45 teixits) del primat Macaca fascicularis. El treball va publicar-se a la revista Nature el 13 d'abril de 2022.

## Reconeixements
El seu grup d'investigació del Departament de Ciències Experimentals i de la Salut de la Universitat Pompeu Fabra va rebre la categoria de Grup d'Excel·lència per part de la Generalitat de Catalunya.
L'any 2014 Pura Muñoz Cànoves va obtenir el Premi Ciutat de Barcelona de Ciències de la Vida per la seva investigació sobre l'envelliment de les cèl·lules musculars. L'any 2015, va rebre el Premi a la Investigació Bàsica de la Fundació Pfizer pel treball «Les cèl·lules mares del múscul esquelètic en edat geriàtrica converteixen el seu estat de quiescència reversible a senescència», que ella va liderar i que va publicar-se a la revista Nature. L'any 2019 va rebre el Premi Rei Jaume I d'Investigació Mèdica. L'any 2021 va rebre el Premi Nacional Santiago Ramón y Cajal en l'àrea de Biologia, que concedeix el Ministeri de Ciència i Innovació espanyol.
L'Ajuntament de la seva població natal (Miramar) va nomenar-la «Filla Predilecta» el 28 de juny de 2022. El 2023 rebé un premi en reconeixement de la seva trajectòria professional per part de la Societat Catalana de Biologia.